# Гіроскопічно збалансована монорейка

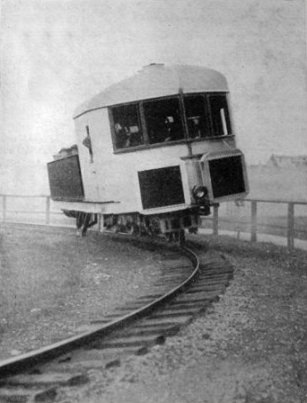
Гіроскопічно збалансована монорейка (1909) фірми Brennan

Гіромонорельс, гіроскопічний монорельс, гіростабілізований монорельс або гірокар - це терміни для позначення однорейкового наземного транспортного засобу, який використовує гіроскопічну дію колеса, що обертається, для подолання властивої нестабільності балансування на вершині однієї рейки.
Монорейка пов'язана з іменами Луї Бреннана, Августа Шерля і Петра Шиловського, кожен з яких побудував повномасштабні робочі прототипи на початку ХХ століття. Версія була розроблена Ернестом Ф. Свінні, Гаррі Феррейрою і Луїсом Е. Свінні в США в 1962 році.
Далі стадії прототипу гіроскопічна монорейка так і не отримала подальшого розвитку.
Основною перевагою монорейки, яку наводить Шиловський, є придушення мисливських коливань - обмеження швидкості, з яким стикалися звичайні залізниці того часу. Крім того, можливі більш різкі повороти в порівнянні з 7-кілометровим радіусом повороту, характерним для сучасних швидкісних поїздів, таких як TGV, тому що транспортний засіб буде автоматично кренитися на поворотах, як літак, так що на борту не буде відчуватися бічне відцентрове прискорення.
Основним недоліком є те, що багатьом вагонам - в тому числі пасажирським і вантажним, а не тільки локомотиву - знадобиться гіроскоп з електроприводом, щоб залишатися у вертикальному положенні.
На відміну від інших засобів підтримки рівноваги, таких як бічний зсув центру ваги або використання реактивних коліс, гіроскопічна система балансування є статично стійкою, так що система управління служить тільки для надання динамічної стійкості. Тому активна частина системи балансування більш точно описується як демпфер крену.

## Історична довідка

### Монорейкова дорога Бреннана
Зображення у вступному розділі зображує прототип транспортного засобу вагою 22 тонни (22 довгі тонни; 24 короткі тонни), розроблений Луї Філіпом Бреннаном (Louis Philip Brennan CB). Бреннан подав свій перший патент на монорельс у 1903 році.
Його перша демонстраційна модель являла собою лише коробку розміром 30,0 на 11,8 дюймів (762 на 300 мм), що містила систему балансування. Однак цього було достатньо, щоб Армійська рада рекомендувала виділити 10 000 фунтів стерлінгів на розробку повнорозмірного транспортного засобу. На це було накладено вето їх фінансовим департаментом. Проте, армія знайшла 2000 фунтів стерлінгів з різних джерел для фінансування роботи Бреннана.
В рамках цього бюджету Бреннан виготовив більшу модель, розміром 6,0 на 1,5 футів (1,83 на 0,46 м), яка утримувалася в рівновазі двома гіроскопічними роторами діаметром 5,0 дюймів (127 мм). Ця модель досі зберігається в Лондонському музеї науки. Гусениця для апарату була прокладена на території будинку Бреннана в Гіллінгемі, графство Кент. Вона складалася зі звичайного газопроводу, прокладеного на дерев'яних шпалах, з 50-футовим (15 м) канатним мостом, гострими кутами і ухилами до одного до п'яти. Бреннан продемонстрував свою модель на лекції в Королівському товаристві в 1907 році, коли вона бігала туди-сюди "по підготовленому і тонкому дроту" "під досконалим контролем винахідника".
Зменшена залізниця Бреннана значною мірою виправдала початковий ентузіазм Військового департаменту. Однак, обрання в 1906 році ліберального уряду, який проводив політику фінансових скорочень, фактично припинило фінансування армії. Проте в 1907 році Індійський офіс проголосував за виділення авансу в розмірі 6000 фунтів стерлінгів (еквівалентно 675 267 фунтів стерлінгів у 2021 році) на розвиток монорельсової дороги для Північно-Західного прикордонного регіону, а в 1908 році Дурбар Кашміру виділив ще 5000 фунтів стерлінгів (еквівалентно 555 391 фунту стерлінгів у 2021 році). Ці гроші були майже витрачені до січня 1909 року, коли Офіс в Індії авансував ще 2 000 фунтів стерлінгів (еквівалентно 221 795 фунтів стерлінгів у 2021 році).
15 жовтня 1909 року вагон вперше проїхав під власним приводом, перевозячи 32 людини по території заводу. Транспортний засіб мав розміри 40,0 на 9,8 футів (12,2 на 3 м) і з бензиновим двигуном потужністю 20 кінських сил (15 кВт) розвивав швидкість 22 милі на годину (35 км/год). Трансмісія була електричною, з бензиновим двигуном, що приводив у дію генератор, та електродвигунами, розташованими на обох візках. Цей генератор також живив гіромотори та повітряний компресор. Система балансування використовувала пневматичний сервопривід, а не фрикційні колеса, як у попередній моделі.
Гіроскопи були розташовані в кабіні, хоча Бреннан планував перенести їх під підлогу автомобіля перед публічною демонстрацією, але відкриття машини Шерла змусило його перенести першу публічну демонстрацію на 10 листопада 1909 року. Часу на перестановку гіроскопів до публічного дебюту монорельсової дороги було недостатньо.
Справжнім публічним дебютом для монорейки Бреннана стала Японсько-Британська виставка в Білому місті в Лондоні в 1910 році. Вагон монорейки перевозив 50 пасажирів одночасно по круговій колії зі швидкістю 20 миль на годину (32 км/год). Серед пасажирів був Вінстон Черчилль, який виявив неабиякий ентузіазм. Інтерес був таким, що в Англії та Німеччині почали виробляти дитячі годинникові монорейкові іграшки, одноколісні та гіростабілізовані. Незважаючи на те, що монорельсовий транспорт є життєздатним видом транспорту, подальших інвестицій залучити не вдалося. З двох побудованих вагонів один був проданий на металобрухт, а інший використовувався як паркове укриття до 1930 року.

### Машина Шерла
Як тільки Бреннан завершив випробування свого автомобіля, Август Шерл, німецький видавець і філантроп, оголосив про публічну демонстрацію розробленої ним гіроскопічної монорельсової дороги в Німеччині. Демонстрація мала відбутися в середу 10 листопада 1909 року в Берлінському зоологічному саду.
Машина Шерла, також повнорозмірний транспортний засіб, була дещо меншою, ніж у Бреннана, і мала довжину лише 17 футів (5,2 м). Він міг вмістити чотирьох пасажирів на парі поперечних сидінь. Гіроскопи були розташовані під сидіннями і мали вертикальні осі, в той час як Бреннан використовував пару гіроскопів з горизонтальними осями. Сервомеханізм був гідравлічним, а рушій - електричним. Строго кажучи, Август Шерль лише надав фінансову підтримку. Механізм вирівнювання був винайдений Паулем Фреліхом (Paul Fröhlich), а сама машина спроектована Емілем Фальке (Emil Falcke).
Незважаючи на те, що машина була добре сприйнята і чудово показала себе під час публічних демонстрацій, вона не отримала значної фінансової підтримки, і Шерль списав свої інвестиції в неї.

### Роботи Шиловського
Після невдачі Бреннана і Шерла залучити необхідні інвестиції, практична розробка гіромоніторної дороги після 1910 року продовжилася роботами Петра Шиловського, російського аристократа, що проживав у Лондоні. Його система балансування була заснована на дещо інших принципах, ніж у Бреннана і Шерля, і дозволяла використовувати гіроскоп меншого розміру, що повільніше обертався. Після розробки моделі гіроскопічної монорейки в 1911 році, він спроектував гірокар, який був побудований компанією Wolseley Motors Limited і випробуваний на вулицях Лондона в 1913 році. Оскільки в ньому використовувався один гіроскоп, а не пара гіроскопів, що оберталися протилежно, як у Бреннана і Шерла, він демонстрував асиметрію в своїй поведінці і ставав нестабільним під час різких поворотів ліворуч. Це викликало інтерес, але не отримало серйозного фінансування.

### Розвиток після Першої світової війни
У 1922 році радянський уряд розпочав будівництво Шиловської монорельсової дороги між Ленінградом і Царським Селом, але кошти закінчилися незабаром після початку проекту.
У 1929 році, у віці 74 років, Бреннан також розробив гірокар. Він був відхилений консорціумом Austin/Morris/Rover на тій підставі, що вони могли б продати всі звичайні автомобілі, які вони будували.

## Принцип дії

### Основна ідея
Автомобіль рухається по одній звичайній рейці, так що без системи балансування він би перекинувся.
Колесо, що обертається, встановлено в карданній рамі, вісь обертання якої (вісь прецесії) перпендикулярна до осі обертання. Вузол встановлюється на шасі транспортного засобу таким чином, щоб у стані рівноваги вісь обертання, вісь прецесії та вісь крену транспортного засобу були взаємно перпендикулярні.
Примушення карданного шарніра до обертання викликає прецесію колеса, що призводить до виникнення гіроскопічних моментів навколо осі кочення, так що механізм має потенціал для випрямлення транспортного засобу при нахилі від вертикалі. Колесо демонструє тенденцію до вирівнювання своєї осі обертання з віссю обертання (віссю карданного шарніра), і саме ця дія обертає весь транспортний засіб навколо його осі кочення.
В ідеалі механізм, що прикладає керуючі моменти до карданного підвісу, мав би бути пасивним (сукупність пружин, демпферів і важелів), але фундаментальність проблеми вказує на те, що це неможливо. У положенні рівноваги транспортний засіб знаходиться у вертикальному положенні, так що будь-яке порушення цього положення зменшує висоту центру тяжіння, знижуючи потенційну енергію системи. Що б не повертало транспортний засіб до рівноваги, воно повинно бути здатним відновлювати цю потенційну енергію, а отже, не може складатися з одних лише пасивних елементів. Система повинна містити якийсь активний сервопривід.

### Бічні навантаження
Якби постійним бічним силам протистояла лише гіроскопічна дія, карданний шарнір швидко обертався б до упору, і транспортний засіб перекинувся б. Насправді ж механізм змушує апарат нахилятися в бік збурення, протидіючи йому складовою ваги, при цьому гіроскоп знаходиться в положенні, близькому до його невідхиленого положення.
Інерційні бічні сили, що виникають при проходженні повороту, змушують транспортний засіб нахилятися в кут. Один гіроскоп вносить асиметрію, яка призводить до того, що транспортний засіб нахиляється занадто сильно або недостатньо сильно для того, щоб чиста сила залишалася в площині симетрії, тому бічні сили все ще будуть відчуватися на борту.
Для того, щоб забезпечити правильний нахил транспортного засобу на поворотах, необхідно зняти гіроскопічний крутний момент, що виникає внаслідок швидкості повороту транспортного засобу.
Вільний гіроскоп зберігає свою орієнтацію відносно інерціального простору, а гіроскопічні моменти генеруються при обертанні його навколо осі, перпендикулярної до осі обертання. Але система управління відхиляє гіроскоп відносно шасі, а не відносно нерухомих зірок. Звідси випливає, що рух по тангажу і рисканню апарату відносно інерціального простору буде вносити додаткові небажані, гіроскопічні моменти. Вони призводять до незадовільних рівноваг, але, що більш серйозно, викликають втрату статичної стійкості при повороті в одну сторону, і збільшення статичної стійкості в протилежну сторону. Шиловський зіткнувся з цією проблемою на своєму дорожньому транспортному засобі, який внаслідок цього не міг здійснювати різкі ліві повороти.
Бреннан і Шерл знали про цю проблему і реалізували свої системи балансування з парами зустрічно обертових гіроскопів, що прецесують в протилежних напрямках. При такому розташуванні всі рухи транспортного засобу відносно інерційного простору викликають рівні і протилежні крутні моменти на двох гіроскопах, і, отже, вони взаємно компенсуються. Завдяки подвійній гіроскопічній системі усувається нестабільність на поворотах, і машина буде нахилятися під правильним кутом, так що на борту не буде відчуватися ніякої чистої бічної сили.
На поворотах гіроскопи, що обертаються протилежно, уникають нестабільності на поворотах.
Шиловський стверджував, що у нього виникли труднощі із забезпеченням стабільності з подвійними гіроскопічними системами, хоча причина, чому це має бути так, не зрозуміла. Його рішення полягало в тому, щоб змінювати параметри контуру управління зі швидкістю повороту, щоб підтримувати однакову реакцію в поворотах будь-якого напрямку.
Зміщені навантаження аналогічно змушують транспортний засіб нахилятися до тих пір, поки центр ваги не опиниться над точкою опори. Боковий вітер змушує транспортний засіб нахилятися в його бік, щоб протистояти йому за допомогою компонента ваги. Ці контактні сили, ймовірно, спричиняють більший дискомфорт, ніж сили, що виникають при проходженні поворотів, оскільки вони призводять до виникнення на борту чистої бічної сили.
Контактні бічні сили призводять до відхилення карданного підвісу в петлі Шиловського. Це може бути використано як вхідний сигнал для більш повільної петлі, щоб змістити центр ваги вбік, так щоб літальний апарат залишався вертикальним за наявності стійких неінерційних сил. Ця комбінація гіроскопа і бічного зсуву центру ваги є предметом патенту 1962 року. Транспортний засіб, що використовує гіроскопічний/бічний зсув корисного навантаження, був побудований Ернестом Ф. Свінні, Гаррі Феррейрою і Луїсом Е. Свінні в США в 1962 році. Ця система отримала назву монорельсової дороги Gyro-Dynamics.

## Потенційні переваги перед дворейковими транспортними засобами
Шиловський надав ряд заявлених переваг, включаючи
Зменшення проблем зі смугою відводу, оскільки крутіші ухили та гостріші кути теоретично можуть бути узгоджені.
У своїй книзі Шиловський описує форму гальмування на колії, яка можлива на монорейці, але може порушити курсову стійкість звичайного рейкового транспортного засобу. Це може призвести до набагато коротшого гальмівного шляху у порівнянні зі звичайними колесами на сталі, з відповідним зменшенням безпечної дистанції між поїздами. 
Шиловський стверджує, що його розробки насправді легші, ніж еквівалентні дворейкові транспортні засоби. Маса гіроскопа, за словами Бреннана, становить 3-5% від ваги транспортного засобу, що можна порівняти з вагою візка, заощадженою при використанні одноколійної конструкції.

### Повороти
Розглядаючи транспортний засіб, що долає горизонтальну криву, найбільш серйозні проблеми виникають, якщо вісь гіроскопа вертикальна. Існує складова швидкості повороту {\displaystyle \Omega }, що діє відносно шарніра карданного підвісу, так що в рівняння крену вводиться додатковий гіроскопічний момент:
{\displaystyle A{\frac {d^{2}\phi }{dt^{2}}}+H({\frac {d\theta }{dt}}+\Omega \phi )=Wh\phi }.
Це зміщує крен від правильного кута нахилу для повороту, але, що більш серйозно, змінює постійний член в характеристичному рівнянні на:
{\displaystyle {\frac {(Wh-H\Omega )k}{AJ}}}.
Очевидно, що якщо швидкість обертання перевищує критичне значення:
{\displaystyle \Omega ={\frac {Wh}{H}}}
контур балансування стане нестійким. Однак ідентичний гіроскоп, що обертається в протилежному напрямку, скасує момент крену, який викликає нестійкість, і якщо його змусити прецесувати в напрямку, протилежному першому гіроскопу, то він буде створювати керуючий момент в тому ж напрямку.
У 1972 році Відділ машинобудування канадського уряду відхилив пропозицію монорельсової дороги в значній мірі на основі цієї проблеми. Їх аналіз був правильним, але обмеженим за обсягом для гіроскопічних систем з однією вертикальною віссю, а не універсальним.

#### Максимальна швидкість обертання
Газотурбінні двигуни спроектовані з периферійною швидкістю до 400 метрів за секунду (1300 футів/с) і надійно працювали на тисячах літаків протягом останніх 50 років. Таким чином, оцінка маси гіроскопа масою 10 тонн (9,8 довгих тонн; 11 коротких тонн) з висотою ЦГ 2 метри (6 футів 7 дюймів), припускаючи, що периферійна швидкість вдвічі менша за ту, що використовується в реактивних двигунах, становить лише 140 кілограмів (310 фунтів). Таким чином, рекомендація Бреннана щодо 3-5% від маси транспортного засобу була дуже консервативною.

## Покилання
Вікісховище має мультимедійні дані за темою: Гіроскопічно збалансована монорейка
- Monorail Society Special Feature on Swinney's monorail
- Gyroscope Railroad

| Автошлях | Це незавершена стаття про транспорт. Ви можете допомогти проєкту, виправивши або дописавши її. |